# Tårstad
Tårstad ist ein Ort in der Kommune Evenes in der Provinz Nordland in Nordnorwegen.

## Geographie
Es liegt etwa 4 km westlich des Ortes Evenes am Nordufer des Ofotfjords, an einer kleinen Bucht, etwa 30 km (Luftlinie) westlich von Narvik. 3 km nordöstlich (Luftlinie) befindet sich der Flughafen Harstad/Narvik (norw. „Harstad/Narvik lufthavn, Evenes“).

## Verkehr
Der Fylkesvei (Provinzstraße) Fv721, der etwa 3 km nördlich von Liland von der in diesem Abschnitt von Narvik zum Flughafen Harstad/Narvik führenden Europastraße 10 nach Süden abzweigt, verläuft danach westwärts entlang des Nordufers des Ofotfjords und durch Evenes bis nach Tårstad. In Evenes zweigt der Fv 722 ab nach Norden zur etwa 3 km entfernten Europastraße 10 und zum Flughafen, der somit in wenigen Minuten erreichbar ist. Die Städte Narvik und Harstad sind jeweils in etwa einer Stunde zu erreichen.
Tårstad hat einen kleinen, durch eine Mole gesicherten Bootshafen mit etwa 40 Liegeplätzen.

## Sehenswürdigkeiten
Etwa 2,5 km nördlich von Tårstad und von dort aus zu Fuß erreichbar liegt im Wald die sogenannte „Trollkjerka“ oder auch „Trollkirka“, mit etwa 6000 m Länge (davon bisher 2000 m kartografiert) eine der längsten Tropfsteinhöhlen Norwegens. Sie liegt zwischen den beiden Seen „Lavangsvatnet“ im Osten und „Arnfinnvannet“ im Westen (Lage). Der Abfluss des Arnfinnvannet verschwindet nach etwa 500 m in der Höhle und durchfließt sie; wie und wo dieses Wasser schließlich ins Meer bzw. in den Ofotfjord abfließt, ist bisher nicht bekannt. Im etwa 13 m hohen sogenannten Kirchensaal („Kirkesalen“), der groß genug für 100 Personen ist, ergießt sich ein Wasserfall. Die Höhle sollte nur mit ortskundigen Führern besucht werden.